# Chiesa della Santissima Trinità dei Pellegrini (Napoli)
La chiesa della Santissima Trinità dei Pellegrini è una chiesa storica di Napoli, ubicata in via Portamedina, nel centro storico della città

## Storia
L'edificio di culto e l'omonimo ospedale sono stati fondati dal cavaliere gerosolimitano Fabrizio Pignatelli di Monteleone nel XVI secolo; in seguito, il complesso, venne affidato alla Confraternita della Santissima Trinità.
L'ospedale ivi annesso, la cui struttura fu disegnata da Carlo Vanvitelli, fu ampliato nel 1769 e con l'occasione fu realizzato anche l'ampliamento della chiesa (1792-1796), che assunse così l'aspetto che mostra ancora oggi.
Nel 2021 è stato concluso il restauro della facciata, con le due grandi statue in stucco, e dello scalone che versavano in pessime condizioni conservative.

## Descrizione

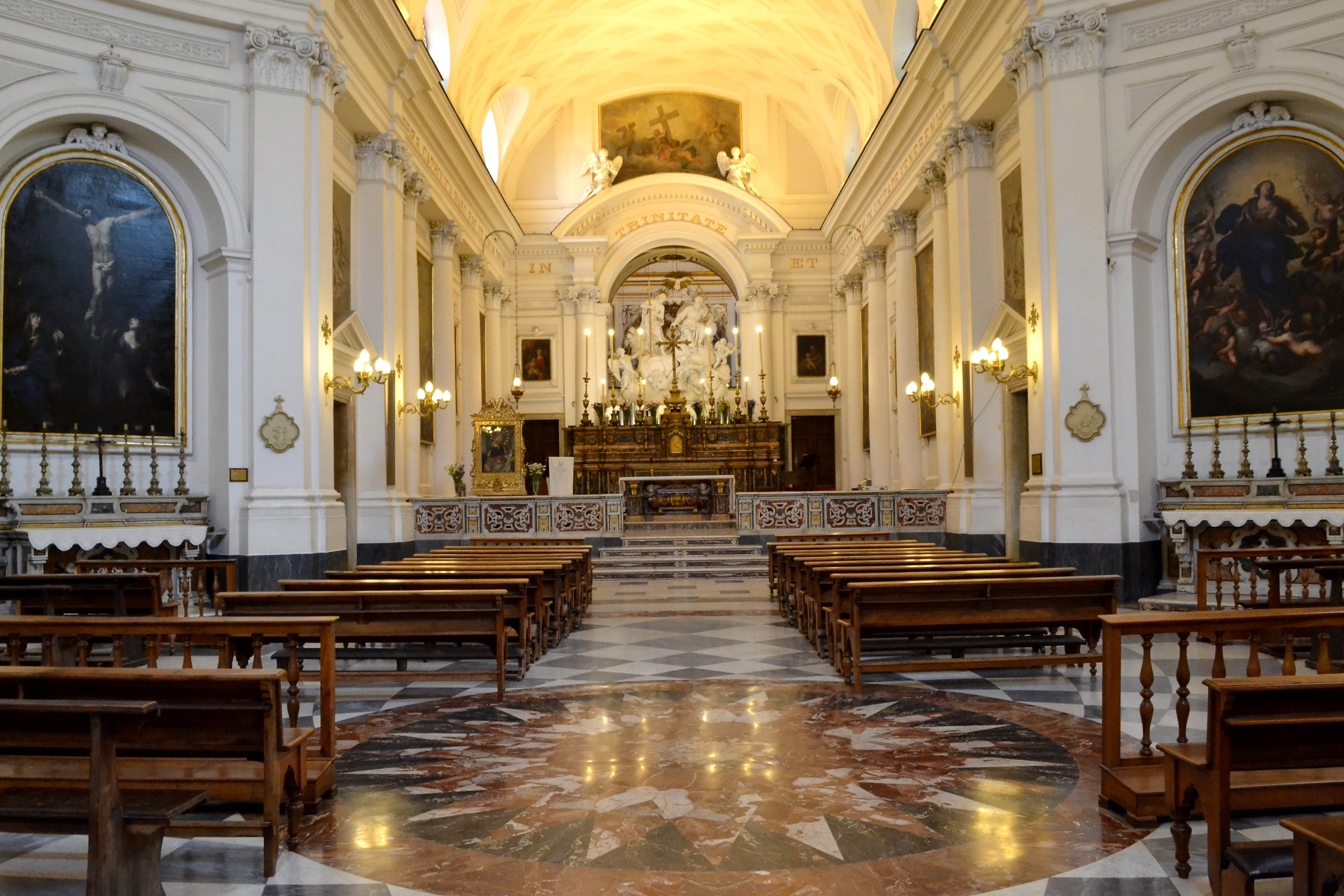
Interno

La facciata è caratterizzata dalle pregevoli statue in stucco di Angelo Viva, raffiguranti San Filippo Neri e San Gennaro e riproduce quella originale di epoca cinquecentesca.
L'architettura del tempio è alquanto singolare; la pianta è formata da due ottagoni uniti da un rettangolo, con il primo ottagono che assume la funzione di navata ed il secondo che funge da oratorio, mentre il rettangolo è il presbiterio.
Gli altari laterali (tre per lato) sono sormontati da pregevoli tele di Onofrio Palumbo (Il San Filippo Neri raccomanda alla Trinità i confratelli e i pellegrini e Il San Gennaro che allontana i fulmini da Napoli, eseguito con la collaborazione di Didier Barra), Andrea Vaccaro (Il Calvario), Francesco Fracanzano (Il Transito di San Giuseppe), Giacomo Farelli (La Visione di Sant'Antonio) e Marcantonio del Santo (L'Immacolata), semisconosciuto allievo di Battistello Caracciolo. Alle spalle della settecentesca balaustra in marmi policromi vi è il presbiterio, il quale è dominato dall'imponente altare maggiore - sul quale si staglia La Santissima Trinità, gruppo scultoreo in stucco di Angelo Viva e ai cui lati vi sono un San Giuseppe con il Bambino della bottega di Paolo De Matteis e una Madonna con il Bambino e San Giovannino di Giuseppe Bonito - ed è arricchito lungo le pareti da quattro grandi tele di Giacinto Diano e da un San Francesco Geronimo di ignoto e un San Filippo Neri in estasi di Paolo Vetri. Gli affreschi monocromo della cupola si devono alla mano di Melchiorre De Gregorio.
Alle spalle del presbiterio vi è un piccolo vano di raccordo (la cui volta venne affrescata da Crescenzo Gamba), dopo il quale si giunge al coro. Quest'ambiente venne progettato da Giovanni Antonio Medrano e decorato sotto la direzione di Giuseppe Astarita. Esso è delimitato da imponenti stalli in legno di noce e contiene tele di Francesco De Mura (di sua mano è La Vergine che intercede la Santissima Trinità per le anime del Purgatorio) e Paolo De Majo (I Quattro Evangelisti).
Nella sacrestia si ammira sull'altare una tela di Giuseppe Bonito; mentre negli ambienti privati dell'Arciconfraternita sono conservate decine di opere d'arte (dipinti di artisti come Pietro Bardellino, Nicola Malinconico, Andrea Vaccaro, Carlo Maratta, Bernardino Campi e altri, sculture e paramenti sacri), risalenti a diverse epoche e pervenute soprattutto grazie a donazioni.